# Nguyễn Lào
Nguyễn Lào (sinh 1935) là đại biểu Quốc hội Việt Nam khóa 12, thuộc đoàn đại biểu Thanh Hoá.